# Пресиденсия-де-ла-Пласа (департамент)
Департамент Пресиденсия-де-ла-Пласа (исп. Departamento de Presidencia de la Plaza) — департамент в Аргентине в составе провинции Чако.
Территория — 2284 км². Население — 12 499 человек. Плотность населения — 5,50 чел./км².
Административный центр — Пресиденсия-де-ла-Пласа.

## География
Департамент расположен в центральной части провинции Чако.
Департамент граничит:
- на северо-востоке — с департаментом Сархенто-Кабраль
- на востоке — с департаментом Хенераль-Донован
- на юге — с департаментом Тапенага
- на западе — с департаментом Вейнтисинко-де-Майо

## Административное деление
Департамент включает 1 муниципалитет:
- Пресиденсия-де-ла-Пласа

## Важнейшие населенные пункты[3]
| № | Населённый пункт        | Населённый пункт (исп.) | Категория | Население чел. (2010) | На карте                        |
| - | ----------------------- | ----------------------- | --------- | --------------------- | ------------------------------- |
| 1 | Пресиденсия-де-ла-Пласа | Presidencia de la Plaza | город     | 9642                  | 27°00′07″ ю. ш. 59°50′37″ з. д. |